# 迦樓羅 (佛教)

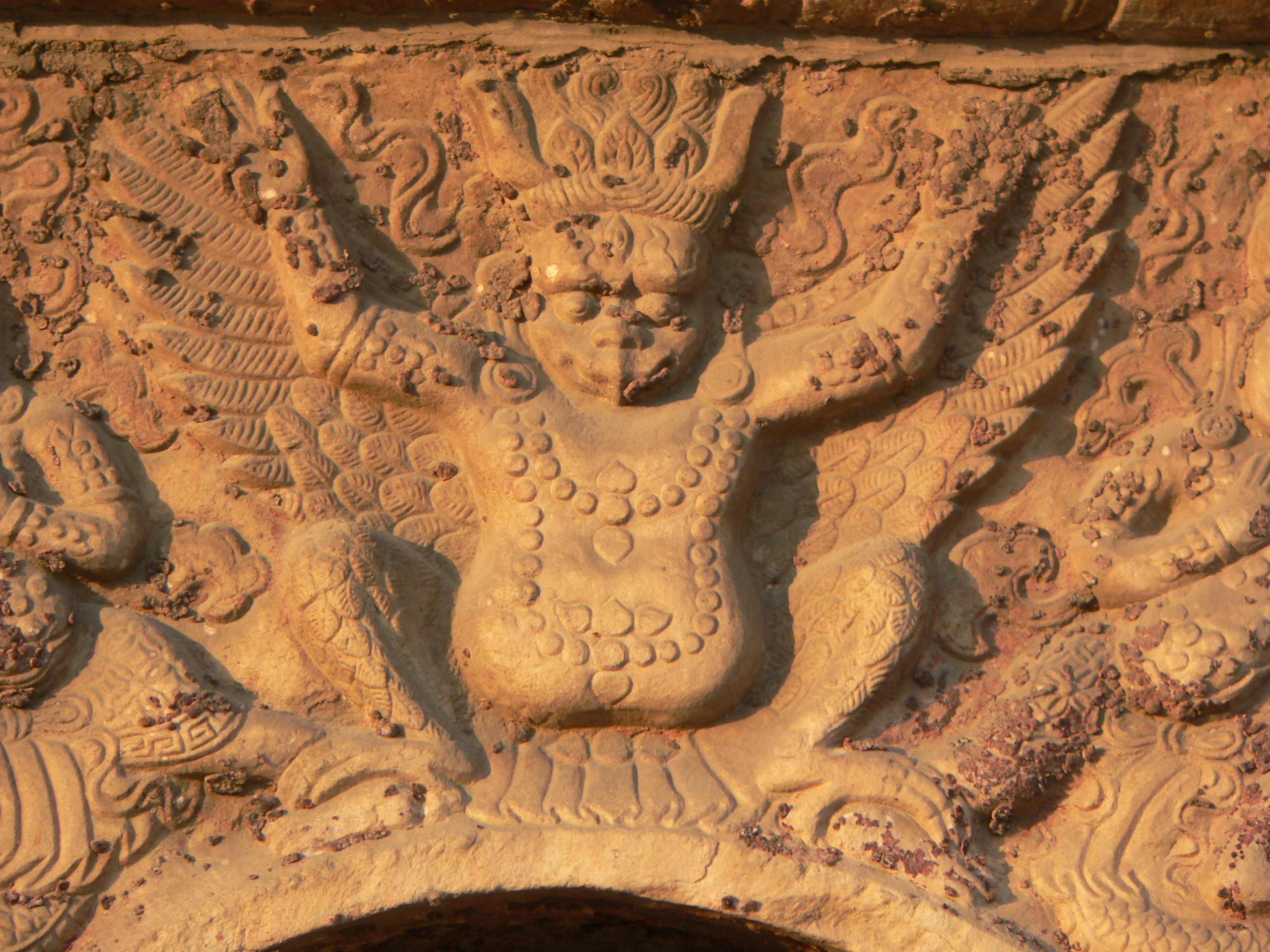
真觉寺中刻于塔身上的金翅鸟

迦楼罗（羅馬化：Garuḍa），又音譯作揭路荼、迦娄罗、蘗嚕拏、羯路荼、迦留羅、迦嘍荼，伽樓羅、誐嚕拏，汉译大鹏金翅鸟、金翅鸟、妙翅鳥、大鵬仙，原是印度神话中的一种巨鸟，又名美翅（音譯“蘇缽剌尼”），佛教稱之为天龙八部之一，汉传佛教二十四天護法之一，故也稱迦樓羅天，其形象随佛教传入东亚，在中亚和南西伯利亚受到藏传佛教影响的地区也存在此鸟的神话，還被畫上泰國國徽。

## 起源
印度神話認為，金翅鳥是迦葉波和毗娜达之子，後被毗濕奴神選爲坐騎，毗湿奴許諾祂兩個恩典：不喝因陀羅不死甘露也可永生不死；那伽蛇族永远是它的食物。

## 概論
在《妙法蓮華（花）經》中，迦樓羅是天龍八部護法眾之一。同时，迦楼罗也是观世音菩萨屬下護法之一，觀世音形象萬千，也可以化身為迦楼罗。在藏传密宗的神祇体系中，迦楼罗是五方佛中北方羯摩不空成就佛的坐骑。
迦樓羅兩翅廣三百三十六萬里，住於須彌山下層的四天王天的大樹上。
佛教認為投生於迦楼罗身的因缘，是修大施捨者，产生较强的高慢心，而获得的果报。迦樓羅有化生、濕生、胎生、卵生四種，化生迦樓羅爲其中最強者，其後依次是濕生迦樓羅、胎生迦樓羅、卵生迦樓羅，這些迦樓羅鳥由威德、大身、大满、如意四大迦楼罗王统领。
迦樓羅以那伽龍蛇爲食，每天都吞食五百條那伽，但因那伽有毒，迦樓羅最終會毒發，痛苦得上下翻騰，全身自燃，只留下純青色琉璃心。

## 形象
迦楼罗通常以半人半鸟或全鸟形象出现。

## 三昧耶形·種字·真言
迦樓羅的三昧耶形為大海螺或短笛等樂器，種字為「Ga」；
短真言：「Oṃ Garuḍa svāhā」，
長真言：「Oṃ ksipa svāhā oṃ pakṣa svāhā」。

### 半人半鳥
在現半人半鳥的情况下，鸟身肚脐以下是鹰的形象，肚脐以上则借用天王的外形，只有嘴如鹰喙。面呈忿怒状，露牙齿，头戴摩尼如意珠冠，双发披肩，身披瓔珞天衣，手戴環釧，通身金色。身后两翅红色，向外展开，其尾下垂，散开。泰国国徽、蒙古國首都烏蘭巴托市徽上的迦楼罗就是此形象。而在中国汉地的佛教寺庙中，迦楼罗常以观世音菩薩化身之一的身份出现在供奉观音的圆通宝殿中，全身白袍，人形，唯面部尖喙，仍是鹰形。

### 全鳥
全鸟形则通身如鸟。在中国西南地区（上座部佛教地区），迦楼罗往往以金鸡形象出现，立于塔顶，另外，印度尼西亚国徽上的迦楼罗也是全鸟形象。

## 影響

### 崇拜對象

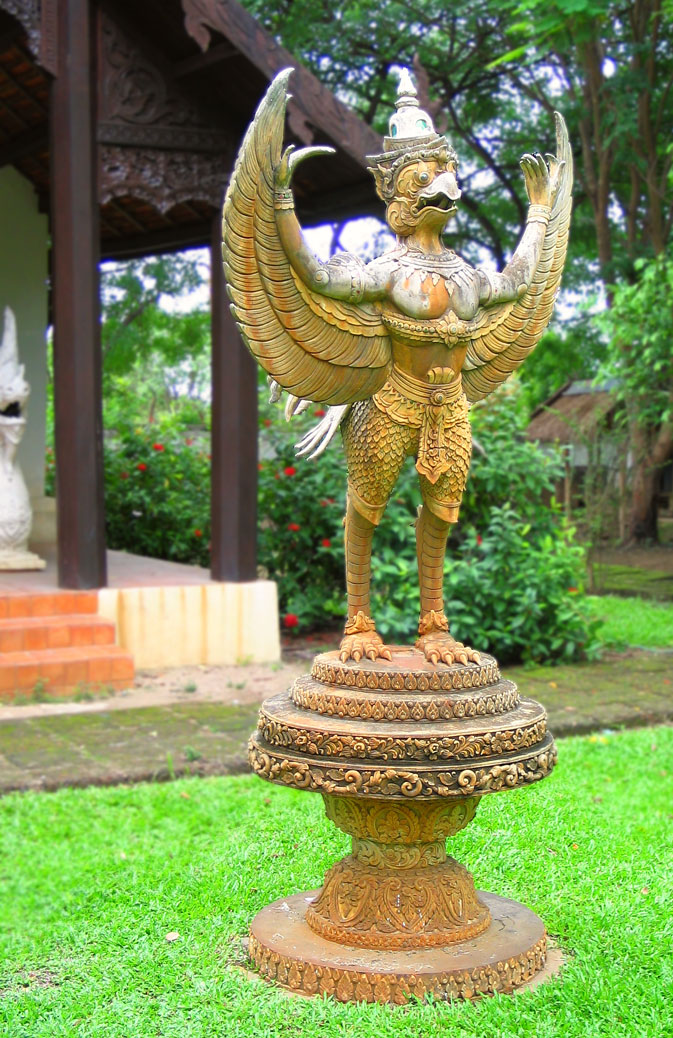
泰國清邁的金翅鳥形象

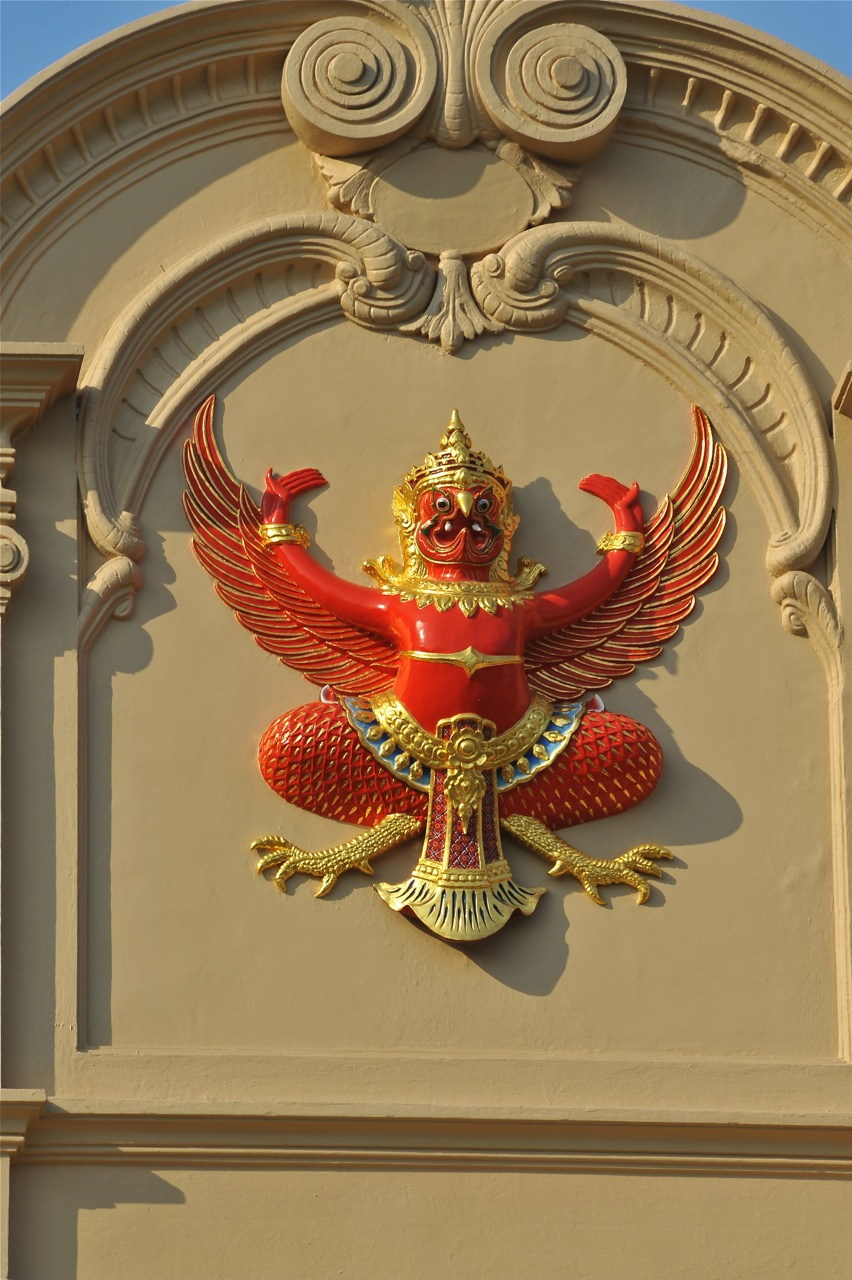
泰國曼谷大皇宫墻上的金翅鳥像

迦楼罗崇拜随着印度教和佛教的传播，在东亚、东南亚和南亚地区，都有很大的影响。人们把迦楼罗当作力量的象征來崇拜。
中国西南的白族将迦楼罗崇拜和自身的金鸡崇拜结合在一起，为镇水患之神，作为自己的图腾之一。

### 形象融合
另外在中國，有些人將迦樓羅金翅鳥和漢族神話中的鯤鵬（大鵬鳥）混為一談，故將大鵬鳥和金翅鳥合併稱爲“大鵬金翅鳥”、“大鵬仙”，并成为釋迦佛的坐骑之一。
中国白族将本族传说的金鸡与金翅鸟混同。
藏族文化中也有鵬鳥的概念，稱爲“瓊”或“穹”（藏語：khyung），佛教傳入後，和漢地將大鵬鳥比附金翅鳥一樣，亦將瓊比附爲金翅鳥。

### 民俗文化
小說《西遊記》中獅駝嶺三大王就是迦樓羅。